# Laguna San Nicolás
Laguna de San Nicolás es una lago peruano situado en el Cajamarca. Tiene una extensión de 2 km de largo y de ancho 1.7 km.